# دختر خوب بد شد
«دختر خوب بد شد» (به انگلیسی: Good Girl Gone Bad) آلبومی از ریانا است که در ۳۱ مه ۲۰۰۷ منتشر شد.
این آلبوم در چارت‌های بریتانیا، ایرلند، سوئیس، کانادا در رتبه اول و در چارت‌های استرالیا، والونیا، دانمارک، فنلاند، فرانسه، نروژ، اتریش، فلاندرز، آلمان، نیوزلند، اسپانیا جزو ده آلبوم اول قرار گرفت.